# كاتال
الكاتال يرمز له بالرمز (KAT) هي وحدة النشاط التحفيزي في نظام الوحدات الدولية، تستخدم لقياس النشاط التحفيزي للإنزيمات (أي قياس مستوى النشاط الإنزيمي في تحفيز الإنزيم) والمحفزات الأخرى.
توصي المؤتمر العام للأوزان والمقاييس والمنظمات الدولية الأخرى باستخدام هذه الوحدة. فهي تعوض «الوحدة الإنزيمية» التي ليست من SI. لا يزال استخدام الوحدة الإنزيمية أكثر شيوعًا من كاتال، خاصةً في الكيمياء الحيوية.